# Eojjeoda majuchin, geudae
Eojjeoda majuchin, geudae (어쩌다 마주친, 그대?), nota anche con il titolo internazionale My Perfect Stranger, è una serie televisiva sudcoreana del 2023.

## Trama
Hae-jun è una giornalista, mentre Yoon-young è un curatore editoriale; i due finiscono per essere coinvolti in un viaggio nel tempo che li riporta dal presente al 1987, dove si ritrovano a dover scoprire la verità riguardo ad un pericoloso assassino seriale. Se i due inizialmente non comprendono il perché del prodigioso avvenimento, ben presto si accorgono che i loro destini sono collegati, ma allo stesso tempo capiscono che modificare il passato è potenzialmente molto rischioso.